# لاوف آن در بغنيتز
لاوف آن در بغنيتز (بالألمانية: Lauf an der Pegnitz) هي بلدة ألمانية تقع في ألمانيا في منطقة نورنبيرغر لاند.

## المدن التوأمة
مدن بريف لا غايلارد و نيشوبينغ هي مدن توأمة لـلاوف آن در بغنيتز.

## أعلام
- أودو هان
- ألكسندرا مازوكو
- تيمو روست